# Nieuwenhoven (provinciaal domein)
Het Provinciaal Domein Nieuwenhoven is een bosgebied dat beheerd wordt door de provincie Limburg en dat gelegen is in de gemeenten Sint-Truiden en Nieuwerkerken. Een nabijgelegen plaats is Kortenbos. Het domein meet 161 ha en is daarmee het grootste aaneengesloten openbare bosgebied van Haspengouw.
Dit domein is een overblijfsel van het vroegere Brudelholtwoud. Ontginningen vonden plaats nadat in het jaar 976 een groot deel van de bosgrond door gravin Bertha van Valenciennes werd geschonken aan de Abdij van Sint-Truiden. Deze stichtte hier een uithof. De monniken verlegden onder meer de Kelsbeek en legden er visvijvers aan. Later werd het Kasteel van Nieuwenhoven gebouwd, dit diende aanvankelijk als buitenverblijf voor de abt van de Abdij van Sint-Truiden. In 1330 werd de hoeve versterkt tot kasteel. In 1795 werden de abdijen door de Franse bezetter onteigend. Sindsdien kwam een adellijke familie in het kasteel te wonen. De bewoners van dit kasteel gebruikten het bos als landgoed, en daardoor bleef het behouden. Het stond bekend onder de naam Galgenbos.
Begin jaren 70 van de 20e eeuw dreigde het bos verkaveld te worden. Hierop werd het in 1972 aangekocht door de Provincie. Deze ging het bos op een verantwoorde wijze beheren en tevens ten dienste van de recreatie stellen. Daartoe werd aan de rand van het bos een bezoekerscentrum ingericht. Ook is er een horecavoorziening, een speeltuin en een hengelvijver. Voorts werd er een hoogstamboomgaard ingericht en is er een zogeheten vette weide aangelegd, waar weidevogels huizen.
Vanaf het bezoekerscentrum starten een vijftal rondwandelingen die in lengte variëren van 1 km tot 7,5 km. De laatste wandeling doet ook de plaats Kortenbos en het kasteel aan.
Het bos is een afwisselend loofbos op lössachtige grond. Een holle weg loopt erlangs. Hoewel er enige hoogteverschillen aanwezig zijn komt het hoogste punt niet boven 60 meter uit. Het gebied is Europees beschermd als onderdeel van Natura 2000-gebied 'Bossen en kalkgraslanden van Haspengouw' (BE2200038).

## Afbeeldingen

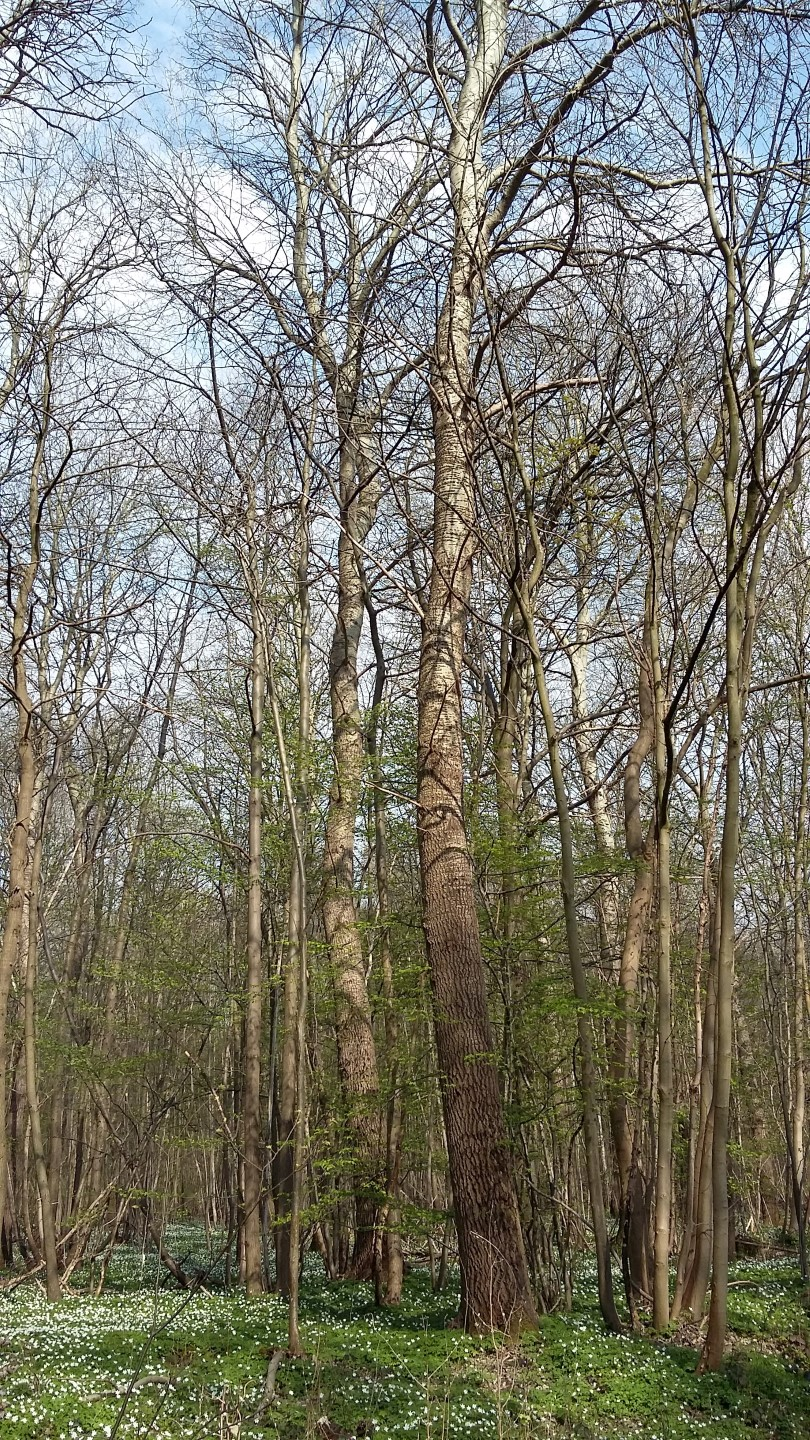
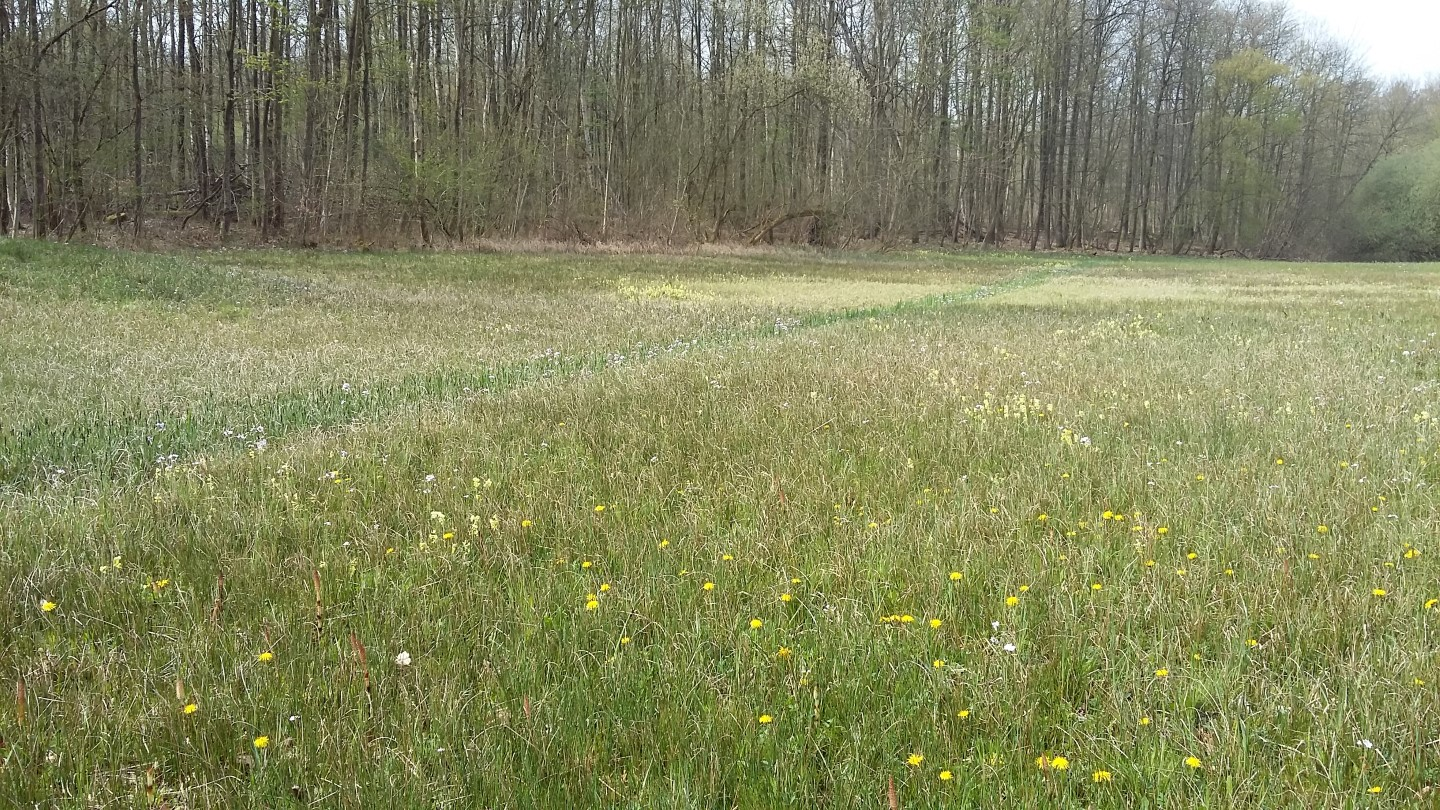
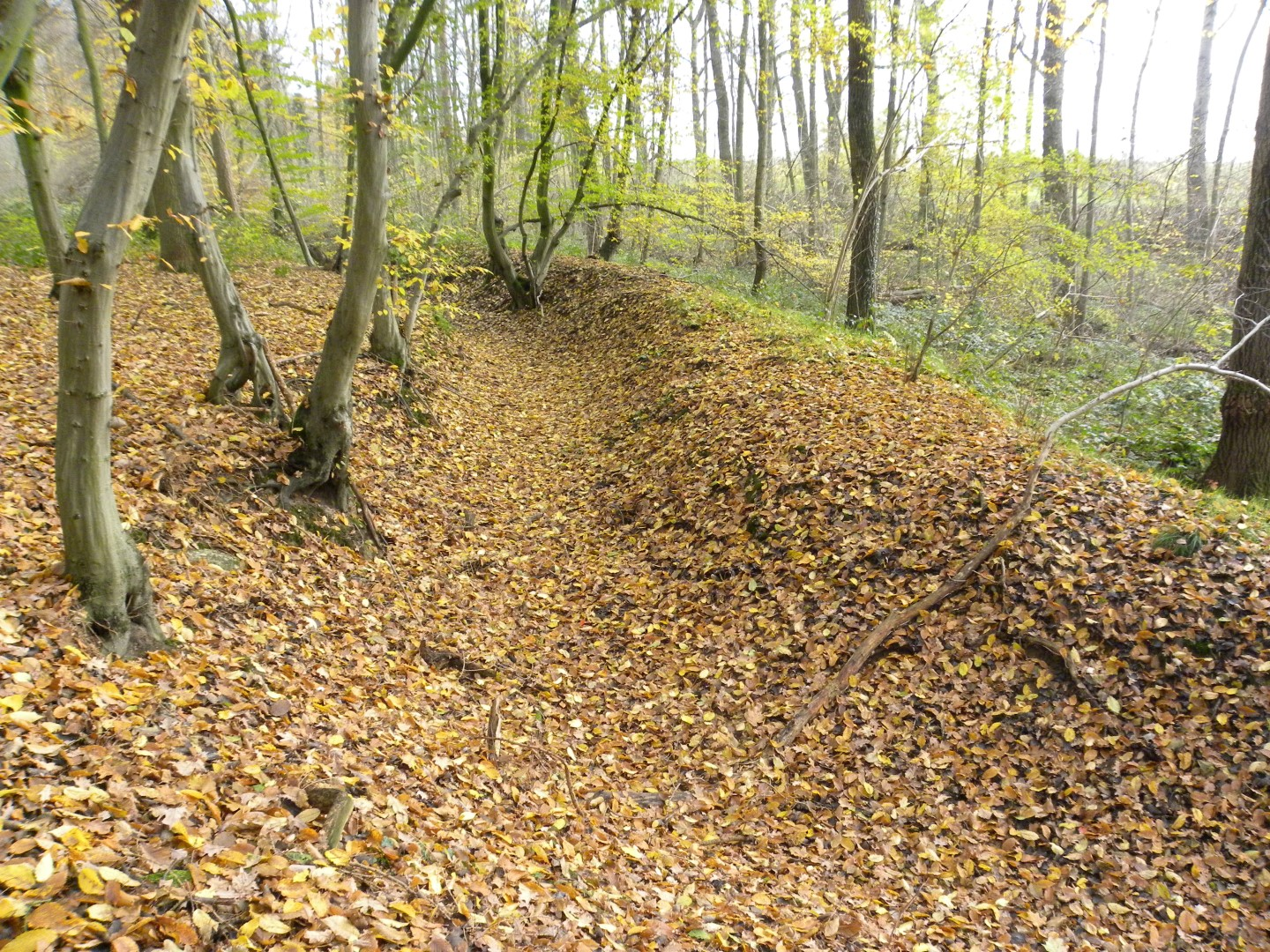